# ShareTheMusic
ShareTheMusic – internetowa platforma do legalnej i bezpłatnej wymiany muzyki, należąca do Desh Sp. z o.o. Uruchomiona na świecie 26 października 2009 roku. W grudniu 2009 przyjęta do Microsoft BizSpark – globalnego programu dla projektów typu startup należących do podmiotów prywatnych.

## Legalność
ShareTheMusic działa na zasadzie pośrednika między użytkownikami portalu, którzy chcą umożliwić innym odsłuchanie swoich zasobów muzycznych.
Osoby posiadające na swoim dysku określony utwór muzyczny mogą go nadawać w danym momencie tylko jednemu odbiorcy (One-2-One Streaming), a utwór nie może być zwielokrotniany poprzez zapis na dysk innego użytkownika – w ten sposób respektowane są prawa autorów, wykonawców i producentów.

### Baza utworów

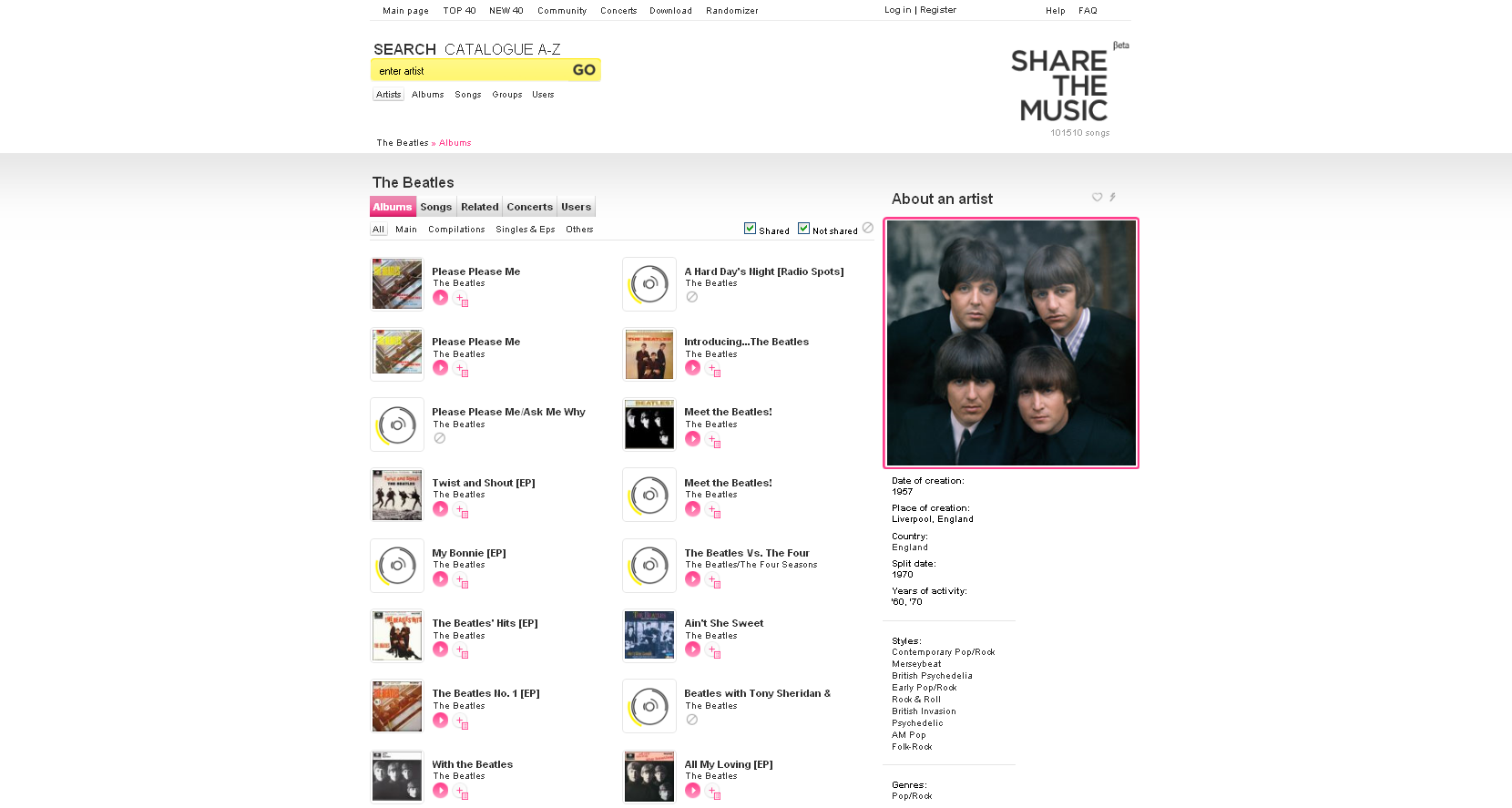
Dostępność albumów zespołu The Beatles wyróżnia ShareTheMusic na tle innych, podobnych serwisów.

Z poziomu witryny internetowej użytkownik ma możliwość przeszukiwania muzycznej bazy danych za pomocą wbudowanej wyszukiwarki. Pozwala ona szukać artystów, albumów, utworów, grup tematycznych oraz innych użytkowników.
Dostępne do słuchania albumy bądź poszczególne utwory można od razu odtworzyć za pomocą aplikacji ShareTheMusic Player lub dodać je do playlisty w tym programie. Po wyszukaniu danego wykonawcy, albumu czy utworu użytkownik może spotkać się z trzema typami oznaczeń:
- utwór nieudostępniony (dotychczas nikt nie udostępnił go w serwisie),
- utwór udostępniony, lecz w danym momencie niedostępny do słuchania (wszyscy użytkownicy udostępniający są w trybie offline, bądź w danym momencie udostępniają plik komuś innemu)
- utwór udostępniony i dostępny do słuchania (jeden lub więcej użytkowników go udostępnia)

Obecnie (lipiec 2010) w serwisie udostępnionych jest ponad 100 000 unikatowych utworów z różnych gatunków muzycznych. Dostępne są także piosenki grupy The Beatles, co wyróżnia ShareTheMusic na tle innych, podobnych serwisów.
Oprócz listy albumów i utworów, profil wykonawcy zawiera informacje o użytkownikach udostępniających jego muzykę, koncertach, powiązanych artystach, dacie i miejscu urodzenia, latach aktywności i reprezentowanych stylach muzycznych.

### Randomizer
Drugim rozwiązaniem, umożliwiającym słuchanie muzyki w ShareTheMusic, jest Randomizer – zbiór kanałów muzycznych, na które składają się tematycznie powiązane ze sobą utwory udostępnione w serwisie. Muzyka odtwarzana jest losowo i bez ingerencji użytkownika za pomocą ShareTheMusic Playera. Działanie Randomizera, tak jak całego ShareTheMusic, jest oparte na zasadzie One-2-One Streaming.

### Społeczność
ShareTheMusic zawiera dział muzycznej społeczności w duchu Web 2.0, w którym użytkownicy mogą tworzyć własne profile, komunikować się ze sobą, zakładać grupy tematyczne i umieszczać informacje na temat muzyki – bezpośrednio wpływając na treści pojawiające się w serwisie.
Zakładając profil użytkownik dostaje możliwość swobodnego komunikowania się z innymi członkami społeczności – za pomocą skrzynki pocztowej czy komentarzy.
Każdy użytkownik serwisu ma możliwość założenia dowolnej grupy (publicznej lub prywatnej) i zakładania wątków na jej forum. Moderatorami dyskusji są sami użytkownicy – tylko oni decydują, o czym chcą pisać.

### Aplikacje
Dzielenie się muzyką i odsłuchiwanie utworów odbywa się za pomocą dostarczanych przez ShareTheMusic aplikacji.
ShareTheMusic Player służy do odtwarzania plików audio, takich jak: mp3, wma, wav, tworzenia i odtwarzania Playlist. Z ShareTheMusic Player można odtwarzać pliki muzyczne udostępnione w serwisie (również kanały Randomizer) i udostępniać muzykę innym użytkownikom portalu. Udostępniane pliki muzyczne muszą być w formacie mp3 o gęstości strumienia bitowego (bitrate) od 64 do 192 Kb/s i częstotliwości próbkowania od 22 do 44 Khz. Odtwarzacz pozwala na przechodzenie, poprzez hiperłącza, do stron wykonawców, płyt oraz powiązanych artystów.
ShareTheMusic Ripper to program służący do zgrywania muzyki z płyt CD-Audio do plików w formacie mp3. Zintegrowany z bazą CDDB Ripper automatycznie rozpoznaje tytuły zgrywanych utworów.

## Rozwój
Plany rozwojowe serwisu przewidują przygotowanie aplikacji w wersji pod systemy operacyjne OS X i Linux. W dalszym etapie przygotowana będzie wersja na urządzenia mobilne.